# Pieve dei Santi Andrea e Lorenzo
La pieve dei Santi Andrea e Lorenzo è un edificio sacro che si trova nella frazione di Serre di Rapolano a Rapolano Terme.

## Descrizione
La pieve è ricordata dal 1252, ma l'attuale aspetto esterno in stile neoromanico risale agli inizi del XX secolo e ben si lega con l'alto campanile in travertino chiaro, ultimato nel 1893. L'interno è in prevalenza d'impianto gotico, a navata unica con tetto a capriate e cappelle laterali. Di particolare rilievo è la gotica cappella Cacciaconti, chiusa da una ricca cancellata di Lotino di Toro da Siena (1347); sulla parete, il monumento funebre di Cacciaconte Cacciaconti; sulla mensa, un Gesù benedicente in marmo attribuito a Giovanni di Agostino; sulla parete, la tavola con Santa Caterina da Siena assegnata a Giovanni di Lorenzo (1520 circa).